# 罗尔夫·赫尔密兴
罗尔夫·赫尔密兴（Rolf Hermichen，1918年7月25日—2014年5月23日）是一位納粹德國空軍战斗机王牌飞行员，曾在二战期间获颁騎士鐵十字勳章。美国史学家戴维·T·扎贝基曾表示，赫尔密兴拥有64次空战胜利记录。